# Petabyte
Un petabyte és una unitat d'emmagatzematge d'informació, que segueix la pauta del Sistema Internacional d'Unitats, el símbol del qual és el PB, i equival a 1015 bytes.
El prefix peta ve del grec (πέντε), que significa cinc, ja que equival a 10.00⁵ o 1015. Està basat en el model de tera, que ve del grec 'monstre', però que és similar (excepte una lletra) a tetra-, que ve de la paraula grega per a quatre i així peta, que ve de penta-, perd la tercera lletra, n.
1 PB = 1015 byte = 1012 KB = 10⁹ MB = 10⁶ GB = 103 TB
1 PB = 1.000.000.000.000.000 byte = 1.000.000.000.000 KB = 1.000.000.000 MB = 1.000.000 GB = 1.000 TB
1 PB = mil bilions byte = un bilió KB = mil milions MB = un milió GB = mil TB